# Вале дел’Орко (Козенца)
Вале дел’Орко је насеље у Италији у округу Козенца, региону Калабрија.
Према процени из 2011. у насељу је живело 246 становника. Насеље се налази на надморској висини од 48 м.